# Перец, Коби
Коби Перец (ивр. קובי פרץ‎ род. 28 октября 1975, Тель-Авив, Израиль) — израильский певец, работает в жанре музыка мизрахит и данс-поп.

## Биография
Коби Перец родился 28 октября 1975 года в семье евреев-репатриантов из Марокко, в Кфар-Шалеме (район на юго-востоке Тель-Авива, Израиль), кроме него в семье было ещё десять детей. Его отец известный марокканский певец Амрам Перец. Он начал заниматься музыкой в 16 лет, первый альбом «Ошибка всей жизни» (ивр. טעות של החיים‎) был выпущен в 1992 году.
В 1995 году певец выпустил свой второй альбом «Ты как огонь» (ивр. את כמו אש‎). Следующий альбом «Стрела любви» (ивр. חץ האהבה‎) Коби Перец выпустил в 1997 году.
В 2001 году Коби выпустил свой четвёртый альбом «Живу, так как я хочу» (ивр. חי איך שבא לי‎), куда вошла песня-дуэт Переца и певицы друзского происхождения Ассалы «Если ты не замужем». В 2003 году певец выпустил альбом «Путай его» (ивр. בלבלי אותו‎), куда вошли такие хиты как «Только в Израиле», «Что происходит» и «День рождения». В 2004 году вышел седьмой альбом певца «Схожу по тебе с ума» (ивр. משוגע עלייך‎), а в 2008 году — «платиновый» (проданный в более чем 50 тысычах копиях) альбом «Всё, что есть во мне» (ивр. כל מה שיש בי‎).
В 2009 году был выпущен альбом «Сколько любви» (ивр. כמה אהבה‎), который также получил статус платинового.
7 июля 2007 года Коби женился на Инбаль Фельдбаум, 22 сентября 2009 года у пары родился сын. Коби Перец живёт в Холоне.
В марте 2010 года Перец был арестован, в его сейфе были обнаружены крупные суммы денег; певец был допрошен и отпущен из тюрьмы под денежный залог. В том же году Коби принял участие в популярном израильском шоу «Рокдим им кохавим» (ивр. רוקדים עם כוכבים‎, буквально Танцуем со звёздами).
В апреле 2011 Коби Перец выпустил новый сингл.
В 2017 году осужден за налоговые махинации. Срок певцу был сокращён до полутора лет, но впоследствии помилован президентом Ривлином.